# Qingyang Nongchang (bondby i Kina, Heilongjiang Sheng, lat 45,51, long 128,81)
Qingyang Nongchang (kinesiska: 庆阳农场) är en bondby i Kina. Den ligger i provinsen Heilongjiang, i den nordöstra delen av landet, omkring 170 kilometer öster om provinshuvudstaden Harbin. Antalet invånare är 7 571. Befolkningen består av 3 708 kvinnor och 3 863 män. Barn under 15 år utgör 12,0 %, vuxna 15-64 år 80 %, och äldre över 65 år 7,0 %.
Runt Qingyang Nongchang är det ganska tätbefolkat, med 65 invånare per kvadratkilometer. Närmaste större samhälle är Jiaxin, 19,2 km norr om Qingyang Nongchang. Trakten runt Qingyang Nongchang består till största delen av jordbruksmark.
Genomsnittlig årsnederbörd är 935 millimeter. Den regnigaste månaden är juli, med i genomsnitt 181 mm nederbörd, och den torraste är januari, med 10 mm nederbörd.